# Lista de sultões de Omã

Brasão de armas de Omã

A monarquia de Omã existe desde a Alta Idade Média, mais precisamente desde o ano de 751, e perdura até o presente. O território nem sempre foi um sultanato, e o seu governo evoluiu até a forma como conhecemos hoje.

## Dinastia Abuçaíde
A Casa de Abuçaíde foi elevada até ao trono sultanal no ano de 1749, e desde então está a frente do país; mesmo com o protetorado britânico de 1891 até 1971, seguiu-se a contagem dos sultões desta dinastia até a atualidade.
| Nome | Retrato | Nascimento                                                                         | Casamento(s)                                                | Morte                                |
| --- | ------- | ---------------------------------------------------------------------------------- | ----------------------------------------------------------- | ------------------------------------ |
| Amade ibne Saíde 10 de junho de 1749 – 15 de dezembro de 1783                                                                    |         | 1710 filho de Saíde ibne Maomé e Mãe desconhecida                                  | Esposa desconhecida ??? Não se sabe a descendência          | 15 de dezembro de 1783 72 ou 73 anos |
| Saíde ibne Amade 15 de dezembro de 1783 – 1786                                                                                   |         | 1741 filho de Amade ibne Saíde e Gani ibne Calfã                                   | Esposa desconhecida ??? Não se sabe a descendência          | 1811 ???                             |
| Hamad ibne Saíde 1786 – 13 de março de 1792                                                                                      |         | ???                                                                                | Esposa desconhecida ??? Não se sabe a descendência          | 13 de março de 1792 ???              |
| Sultão ibne Amade 18 de março de 1792 – 17 de novembro de 1804                                                                   |         | 1755                                                                               | Esposa desconhecida ??? Não se sabe a descendência          | 1804 ???                             |
| Salim ibne Amade 17 de novembro de 1804 – 14 de setembro de 1806                                                                 |         | 1 de setembro de 1790                                                              | Esposa desconhecida ??? Não se sabe a descendência          | 1821 ???                             |
| Saíde ibne Sultão 14 de setembro de 1806 – 19 de outubro de 1856                                                                 |         | 5 de junho de 1790 filho de Sultão ibne Amade e Mãe desconhecida                   | Esposa desconhecida ??? Não se sabe a descendência          | 19 de outubro de 1856 59 anos        |
| Tuaini ibne Saíde 19 de outubro de 1856 – 11 de fevereiro de 1866 (Assassinado)                                                  |         | 1821 filho de Saíde ibne Sultão e Mãe desconhecida                                 | Ralie ??? Vários filhos                                     | 11 de fevereiro de 1866 45 anos      |
| Salim ibne Tuaini 11 de fevereiro de 1866 – outubro de 1868 (Assassinado)                                                        |         | ??? filho de Tuaini ibne Saíde e Ralie                                             | Esposa desconhecida ??? Não se sabe ao certo a descendência | ???                                  |
| Azã ibne Cais 3 de outubro de 1868 – 30 de janeiro de 1871 (Assassinado)                                                         |         | ??? filho de Pai desconhecido e Mãe desconhecida                                   | Esposa desconhecida ??? Não se sabe a descendência          | 30 de janeiro de 1871 ???            |
| Turqui ibne Saíde 30 de janeiro de 1871 – 4 de junho de 1878                                                                     |         | 1832 filho de Saíde ibne Sultão e Mãe desconhecida                                 | Esposa desconhecida ??? 5 filhos                            | 1888 56 anos                         |
| Faiçal ibne Turqui 4 de junho de 1888 – 4 de outubro de 1913 (Protetorado Britânico imposto ao sultanato em 20 de março de 1891) |         | 1864 filho de Turqui ibne Saíde e Mãe desconhecida                                 | Esposa desconhecida ??? Não se sabe a descendência          | 4 de outubro de 1913 49 anos         |
| Taimur ibne Faiçal 9 de outubro de 1913 – 10 de fevereiro de 1932 (abdicou)                                                      |         | 1886 filho de Faiçal ibne Turqui e Mãe desconhecida                                | Várias esposas ??? 6 filhos                                 | 28 de janeiro de 1965 79 anos        |
| Saíde ibne Taimur 10 de fevereiro de 1932 – 23 de julho de 1970 (destronado)                                                     |         | 13 de agosto de 1910 filho de Taimur ibne Faiçal e Mãe desconhecida                | Esposa desconhecida ??? Não se sabe ao certo a descendência | 19 de outubro de 1972 62 anos        |
| Cabus ibne Saíde 23 de julho de 1970 – 10 de janeiro de 2020 (morte natural)                                                     |         | 18 de novembro de 1940 filho de Said bin Taimur e Mazwon bint Ahmad                | ??? Não se sabe ao certo a descendência                     | 10 de janeiro de 2020 79 anos        |
| Haitham bin Tariq 11 de janeiro de 2020 – atualmente                                                                             |         | 13 de outubro de 1954 (70 anos) filho de Tárique ibne Taimur e Xauana binte Hamude | Ahad bint Abdullah                                          | –                                    |